# Ejido (Venezuela)
Ejido ou Ejido San Buenaventura é uma cidade da Venezuela localizada no estado de Mérida. Ejido é a capital do município de Campo Elías, e é a terceira maior cidade do estado de Mérida. Tem uma população de 107 056 habitantes em 2005 (estimado em 2007 é de 120.000 habitantes), e de acordo com Tabay e da cidade da área metropolitana de Mérida, Mérida, que tem mais de 350.000 de pessoas.
Ejido também é sede do Instituto Universitário Tecnológico de Ejido (IUTEJ) com vários estúdios para os Técnicos Superiores Universitários.
A cidade está localizada em um terraço do Vale de Chama, um vale aluvial dos rios de Montalbán e Portuguesa.

## Origem etimológica
Foi o Coronel Vicente de Campo Elías que deu este nome à cidade, que vem dos territórios perto das terras comuns, os ejidos, com Mèrida. Na realidade, a cidade foi fundada em 14 de julho de 1650 para o capitão Buenaventura de Bustos Baquero, que lhe deu o nome de San Buenaventura de Ejido.
Nas origens, Ejido era conhecida como a cidade das goiabeiras, do mel e das flores.